# A Real Live One
A Real Live One — концертный альбом британской рок-группы Iron Maiden, вышедший в 1993 году.

## Об альбоме
Треки альбома были записаны на 9-ти различных концертных площадках Европы во время мирового турне Fear of the Dark. В этот альбом включены композиции периода от Somewhere in Time (1986) до Fear of the Dark (1992), в то время, как альбом A Real Dead One содержит только песни из более раннего периода.
Дизайн обложки был разработан британским художником Дереком Риггсом, давно сотрудничавшим с Iron Maiden.
Песня «Fear of the Dark» была издана отдельным синглом.
A Real Live One был переиздан в 1998 году как релиз, состоящий из двух дисков — A Real Live One и A Real Dead One.

## Список композиций
| №                   | Название                               | Автор(ы)                      | Длительность |
| ------------------- | -------------------------------------- | ----------------------------- | ------------ |
| 1.                  | «Be Quick Or Be Dead»                  | Брюс Дикинсон, Яник Герс      | 3:16         |
| 2.                  | «From Here to Eternity»                | Стив Харрис                   | 4:19         |
| 3.                  | «Can I Play with Madness»              | Дикинсон, Харрис, Эдриан Смит | 4:42         |
| 4.                  | «Wasting Love»                         | Дикинсон, Герс                | 5:47         |
| 5.                  | «Tailgunner»                           | Дикинсон, Харрис              | 4:09         |
| 6.                  | «The Evil That Men Do»                 | Дикинсон, Харрис, Смит        | 5:25         |
| 7.                  | «Afraid to Shoot Strangers»            | Харрис                        | 6:47         |
| 8.                  | «Bring Your Daughter…to the Slaughter» | Дикинсон                      | 5:17         |
| 9.                  | «Heaven Can Wait»                      | Харрис                        | 7:28         |
| 10.                 | «The Clairvoyant»                      | Харрис                        | 4:29         |
| 11.                 | «Fear of the Dark»                     | Харрис                        | 7:11         |
| Общая длительность: | Общая длительность:                    | Общая длительность:           | 58:50        |

## Участники записи
- Брюс Дикинсон — вокал
- Дэйв Мюррей — гитара
- Яник Герс — гитара
- Стив Харрис — бас-гитара
- Нико Макбрэйн — ударные

при участии
- Майкл Кенни — клавишные

## Позиции в чартах
| Чарт (1993)           | Позиция |
| --------------------- | ------- |
| Austrian Album Charts | 11      |
| Dutch Albums Chart    | 45      |
| German Albums Chart   | 25      |
| Japanese Album Charts | 29      |
| Swedish Albums Chart  | 30      |
| Swiss Albums Chart    | 25      |
| UK Albums Chart       | 3       |
| US Billboard 200      | 106     |

| Сингл                     | Чарт (1993)         | Позиция |
| ------------------------- | ------------------- | ------- |
| «Fear of the Dark» (live) | Irish Singles Chart | 17      |
| «Fear of the Dark» (live) | UK Singles Chart    | 8       |